# Lijst van windmolens in Luik (provincie)
Dit is een lijst van windmolens in Luik.
| Naam              | Plaats                | Gemeente              | Provincie | Type molen  | Functie     | Maalvaardigheid | Monument-status | Bezoekmogelijkheid | Foto |
| ----------------- | --------------------- | --------------------- | --------- | ----------- | ----------- | --------------- | --------------- | ------------------ | ---- |
| Le Vieux Moulin   | Corswarem             | Berloz                | Luik      | Grondzeiler | Korenmolen  | Romp            | Niet beschermd  | geen               |      |
| Moulin Bertrand   | Donceel               | Donceel               | Luik      | Grondzeiler | Korenmolen  | Romp            | M               |                    |      |
| Moulin de Fexhe   | Fexhe-le-Haut-Clocher | Fexhe-le-Haut-Clocher | Luik      | Grondzeiler | Korenmolen  | Romp            | Niet beschermd  |                    |      |
| Moulin à Paroles  | Momalle               | Remicourt             | Luik      | Bergmolen   | Korenmolen  | Romp            | M, DSG          |                    |      |
| Moulin d'Othée    | Elch                  | Awans                 | Luik      | Grondzeiler | Korenmolen  | Romp            | Niet beschermd  |                    |      |
| Moulin du Château | Elch                  | Awans                 | Luik      | Grondzeiler | Poldermolen | Romp            | Niet beschermd  |                    |      |
| Moulin de Pousset | Pousset               | Remicourt             | Luik      | Grondzeiler | Korenmolen  | Romp            | Niet beschermd  |                    |      |